# Office of Military Government for Germany (U.S.)
Das Office of Military Government for Germany (U.S.) (OMGUS; deutsch Amt der Militärregierung für Deutschland (Vereinigte Staaten)) war die höchste Verwaltungseinrichtung der amerikanischen Besatzungszone Deutschlands und des amerikanischen Sektors von Berlin in den ersten vier Jahren nach dem Zweiten Weltkrieg. Hauptsitz von OMGUS war Berlin, zusätzlich gab es auch Außenstellen in Frankfurt am Main.

## Geschichte

### USGCC
OMGUS ersetzte ab dem 29. September 1945 das US Group Control Council (USGCC) der US-Armee, das bereits im August 1944 in London geschaffen worden war, als Kern einer künftigen amerikanischen Militärregierung. Seine Personalstärke belief sich auf 5.000 Personen. USGCC hatte Vorstellungen und Pläne für das besiegte Deutschland entwickelt, die sich als nicht praktikabel erwiesen. Es war davon ausgegangen, dass die Rolle einer amerikanischen Militärregierung darauf beschränkt werden könne, fortbestehende deutsche Ministerien und Zentralbehörden funktionsfähig zu übernehmen und diese zu überwachen. Inzwischen war es aber zu einer vollständigen Auflösung der deutschen Verwaltung gekommen.

### Übergang der Verantwortung auf eine Militärbehörde

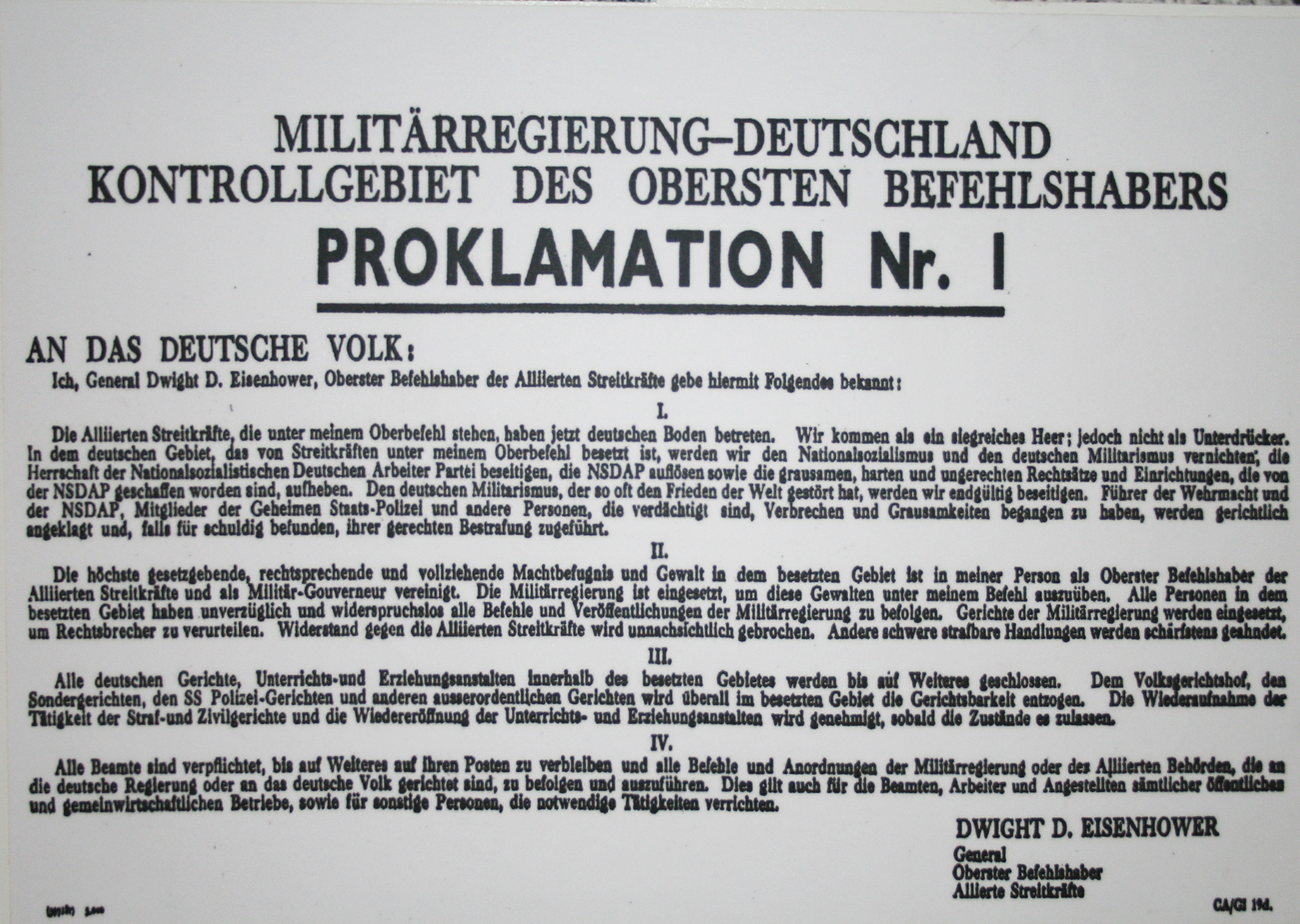
Proklamation Nr. 1 von General Eisenhower an das deutsche Volk, März 1945

General Lucius D. Clay übernahm die Aufgabe, eine amerikanische Militärregierung aus der Befehlsstruktur der amerikanischen Armee herauszulösen und eine geeignete Organisation aufzubauen, welche die Bezeichnung OMGUS erhielt. Der US-Armee stand die Demobilisierung bevor. Die Militärverwaltung Deutschlands, die in der Kampfphase vom September 1944 bis zum Mai 1945 unter Dwight D. Eisenhower geschaffen worden war und von der Abteilung G-5 des Supreme Headquarters Allied Expeditionary Force (SHAEF/G-5) geführt wurde, sollte von einer fest etablierten Militärregierung abgelöst werden, welche die politischen Ziele der amerikanischen Regierung umsetzen sollte. Im Juni 1945 wurde das Oberkommando der regulären US-Truppen von der Leitung der örtlichen Detachements für „Civil Affairs“ und „Military Government Operations“ befreit, im November 1945 verloren diese Detachements auch das unmittelbare Weisungsrecht an die deutschen Behörden, einen Monat später das Weisungsrecht in den Regierungsbezirken. Clay beabsichtigte, die amerikanischen Weisungsbefugnisse unterhalb der Länderebene stark zurückzunehmen. Daher sollten möglichst früh deutsche Länderregierungen installiert werden, welche die Verwaltungsaufgaben übernehmen sollten. Parallel zum Aufbau der OMGUS-Behörde mussten daher die Länder politisch neu organisiert werden.

### Die wesentlichen Aufgaben dieser Militärbehörde
Zu den Aufgaben der OMGUS-Mitarbeiter gehörte auch die Entnazifizierung und damit die Neueinsetzung durch den Nationalsozialismus unbelasteter Deutscher in sämtliche Positionen des öffentlichen Lebens. Ein weiterer Schwerpunkt war die Beschaffung detaillierter Informationen über die Verstrickungen der deutschen Wirtschaft in die NS-Herrschaft. Diese umfangreiche Dokumentation (auch „OMGUS-Akten“ genannt) diente bei den Nürnberger Prozessen als Beweismaterial. In einem Abschlussbericht empfahl OMGUS unter anderem die Auflösung der drei deutschen Großbanken (Deutsche Bank, Dresdner Bank und Commerzbank) sowie der I.G. Farben.

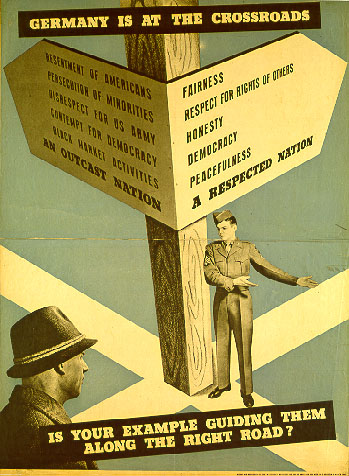
„Umerziehung“; US Army (1947)

Unter Militärgouverneur General Lucius D. Clay wechselte die Richtlinie der amerikanischen Besatzungspolitik von der Direktive JCS 1067 (dem Fraternisierungsverbot für amerikanische Soldaten, der wirtschaftlichen Demontage und der Umerziehung der Bevölkerung) ab 1947 zur Direktive JCS 1779. Der „besiegte Feindstaat“ Deutschland sollte im Zeichen des sich anbahnenden Kalten Krieges gegen die Sowjetunion zu einem westlich orientierten demokratischen Bündnispartner aufgebaut werden: Re-Orientation statt Re-Education. OMGUS führte bis September 1949 über 70 Umfragen in der amerikanischen Besatzungszone durch, mit welchen die Einstellung der deutschen Bevölkerung zu den Besatzern, zur Entnazifizierung sowie zur Demokratie geprüft werden sollte. Allmählich wurde dabei der Schwerpunkt immer weiter in Richtung Antikommunismus verlagert.
Eine wesentliche Aufgabe bestand auch in der Kontrolle und Genehmigung der Bücher, die auf den deutschen Markt kamen. Dazu zählten nicht nur Lesebücher für die Grundschule wie zum Beispiel Die Glocke oder Geschichtsbücher wie zum Beispiel Wege der Völker, sondern auch  Kinderbücher wie zum Beispiel das Buch Schlaufuchs. Es fand eine Abstimmung unter den Alliierten Control Commission for Germany (British Element) statt.
Die Behörde wurde am 5. Dezember 1949 offiziell aufgelöst; weiterbestehende Aufgaben übernahm von da an der U.S. Hohe Kommissar für Deutschland (HICOG).

## Das OMGUS-Projekt
1950 wurden die Akten der Militärregierung (ca. 3200 lfd. Meter in 18 Schiffsladungen) in die USA verschifft; sie lagern heute als Bestand „Record Group 260“ im Washington National Records Center in Suitland/Maryland. Nach Ablauf der generellen amerikanischen Sperrfrist von 30 Jahren wurden die Akten von 1976 bis 1983 in Zusammenarbeit mit den amerikanischen Archiven für Zwecke der historischen Forschung erneut aufgearbeitet und im Umfang von über sechs Millionen Blatt auf ca. 100.000 Mikrofiches verfilmt.
An diesem Gemeinschaftsprojekt waren neben dem Bundesarchiv auch das Institut für Zeitgeschichte beteiligt.
Das darauf basierende OMGUS-Handbuch gilt als wichtige Forschungsquelle zur frühen Zeitgeschichte Nachkriegsdeutschlands.